# Харгейса
Харгейса, Харґе́йса (сом. Hargeysa; араб. هرجيسا) — місто в Сомалі, найбільше місто і столиця невизнаної держави Сомаліленд (проголошена у 1991 році). Друге за розмірами місто Сомалі, населення — 300 тис. осіб, з околицями більше 1 млн осіб.
Гаргейса була головним містом колонії Британське Сомалі з 1941 до 1960, коли об'єдналося з півднем і утворило Сомалі.

## Географія

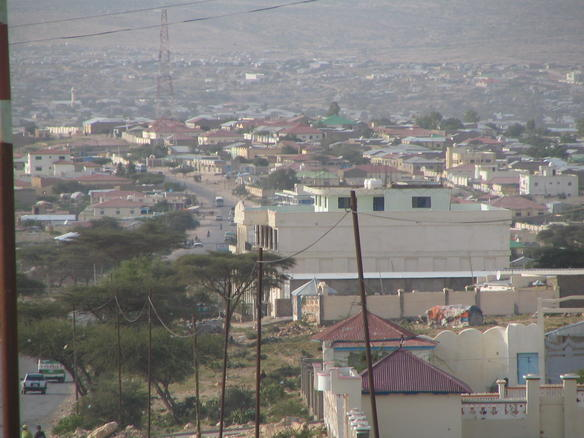
Вид на місто Гарґейса

Гарґейса розташована в долині на заході країни, на Плоскогір'ї Ого. Місто розташоване на висоті 1250—1300 метрів над рівнем моря. Ця висота надає Гаргейсі і навколишньой області більш м'який клімат, ніж на сусідньому узбережжі Аденської затоки (одна з найжаркіших областей на Землі). Річний діапазон температур між 13 °C і 32 °C
Гаргейсу оточують савани, де можна зустріти різноманітних диких тварин, включаючи левів, леопардів, сомалійських диких ослів та ін.

### Клімат
Місто знаходиться у зоні, котра характеризується кліматом помірних степів та напівпустель. Найтепліший місяць — червень із середньою температурою 24.4 °C (76 °F). Найхолодніший місяць — січень, із середньою температурою 17.8 °С (64 °F).
| Клімат Гаргейси         | Клімат Гаргейси | Клімат Гаргейси | Клімат Гаргейси | Клімат Гаргейси | Клімат Гаргейси | Клімат Гаргейси | Клімат Гаргейси | Клімат Гаргейси | Клімат Гаргейси | Клімат Гаргейси | Клімат Гаргейси | Клімат Гаргейси | Клімат Гаргейси |
| Показник                | Січ.            | Лют.            | Бер.            | Квіт.           | Трав.           | Черв.           | Лип.            | Серп.           | Вер.            | Жовт.           | Лист.           | Груд.           | Рік             |
| Абсолютний максимум, °C | 31              | 31              | 32              | 32              | 34              | 33              | 33              | 33              | 32              | 31              | 31              | 28              | 34              |
| Середній максимум, °C   | 24              | 26              | 28              | 29              | 30              | 31              | 29              | 29              | 30              | 28              | 26              | 23              | 28              |
| Середня температура, °C | 17              | 19              | 21              | 22              | 23              | 24              | 23              | 23              | 23              | 21              | 19              | 17              | 21              |
| Середній мінімум, °C    | 11              | 12              | 15              | 16              | 17              | 17              | 17              | 17              | 17              | 15              | 13              | 12              | 15              |
| Абсолютний мінімум, °C  | 2               | 2               | 3               | 6               | 11              | 11              | 10              | 10              | 10              | 7               | 4               | 4               | 2               |
| Норма опадів, мм        | 0               | 0               | 20              | 50              | 50              | 60              | 30              | 70              | 50              | 20              | 0               | 0               | 390             |
| Днів з дощем            | 0               | 0               | 2               | 4               | 4               | 4               | 2               | 5               | 4               | 1               | 0               | 0               | 32              |
| Вологість повітря, %    | 63              | 58              | 58              | 56              | 57              | 54              | 53              | 53              | 53              | 52              | 58              | 66              | 57              |
| ----------------------- | --------------- | --------------- | --------------- | --------------- | --------------- | --------------- | --------------- | --------------- | --------------- | --------------- | --------------- | --------------- | --------------- |
| Джерело: Weatherbase    |                 |                 |                 |                 |                 |                 |                 |                 |                 |                 |                 |                 |                 |

## Історія

### Доісторичні часи

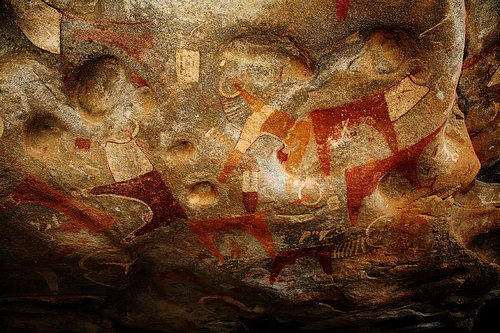
Наскельні малюнки в печерному комплексі Лаас-Гааль на околиці Харгейси

У печерному комплексі Лаас-Гааль на околиці Харгейси були виявлені численні зразки печерного живопису. У листопаді та грудні 2002 року група французьких археологів провела у цьому районі дослідження, метою якого було виявлення укриттів та печер, що містять культурні шари, що дозволяють досліджувати період появи в цій частині Сомаліленду виробляючої економіки (приблизно між п'ятим і другим тисячоліттям до нашої ери). У ході дослідження французька група виявила наскельну творчість комплексу Лаас-Гааль, що розташована на площі десяти кам'яних ніш (печер). На малюнках, що добре збереглися, зображені людські фігури з піднятими руками, повернені обличчям до довгорогих копитних тварин, що не мають горба. Місцеві мешканці знали про існування наскельних малюнків за століття до прибуття археологічної експедиції, але відомості про це не набули міжнародної популярності. 
У Сомаліленді відома велика кількість археологічних пам'яток з наскальними малюнками або стародавніми будинками, наприклад Дамбалін. Однак багато з цих місць ще чекають на ретельне вивчення, яке дозволить пролити світло на історію країни і зберегти ці пам'ятники для майбутніх поколінь.

### Велика громада та шейх Мадар
Відповідно до поетичних усних джерел (габай), Харгейса була заснована кланом Ейдагале як стоянка для набору води і торгівлі на шляху для кочівників та караванів. Серед ранніх мешканців Харгейси вказуються також члени малих кланів Арап та Хабр-юніс. Харгейса стала рости з прибуттям шейха Мадара Ширва, який вважається засновником релігійної громади Харгейси та сучасної версії цього поселення. Мадар Ширва народився Бербері і належав до гілки Нух-Ісмаїл клану Саад-Муса-Хабр-Аваль. Мадар приїхав до Харару для вивчення ісламу в улемі міста, що складався з вчених сомалі та харарі. Шейх Халіл, один із улемів Харара, порекомендував Мадару створити на місці сучасної Харгейси тарікську громаду Кадирія для поширення отриманого від нього вчення. Це підштовхнуло Мадара та її послідовників до створення «Великої громади малого Харара» («Джамаа уейн Харгейса») приблизно 1860 року. Кочовий спосіб життя сомалійських пастухів, які кочували за дощами у пошуках нових пасовищ, змінювався більш осілий у міру створення Мадаром великих плантацій сорго. Крім того, шейх Мадар створив ісламську релігійну громаду, що об'єднувала мешканцівів, як противагу племінному поділу, що вносило роздробленість. Будівництво кам'яних будівель та інші інфраструктурні проекти дозволили збільшити поселення і водночас зменшити його залежність від караванної торгівлі, яка була визначальним чинником його існування у попередні десятиліття.

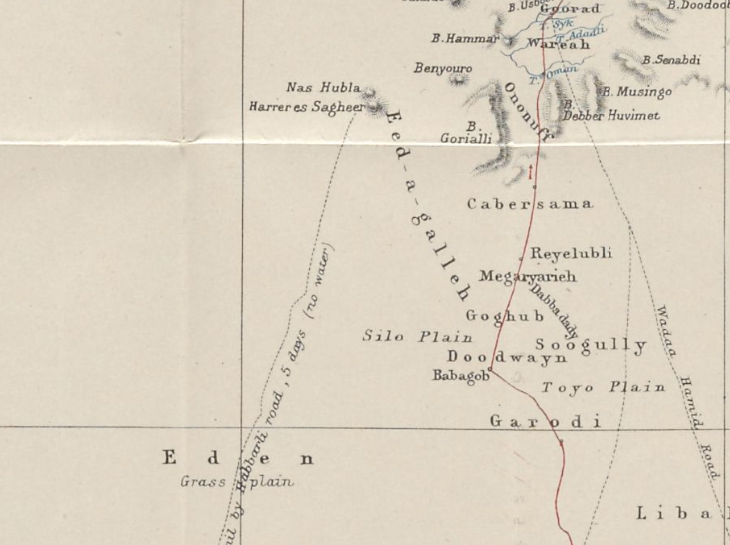
Збільшений фрагмент карти Королівського географічного товариства 1885 року. На карті підписано Харгейса (Harrer-es-Sagheer) та клан Ейдегейл (Eed-a-galleh) у місті та його околицях. На карті також можна побачити пагорби Нааса Хаблад (Nas Hubla).

Харольд Суейн, британський військовий та дослідник, що подорожував Сомалійським півостровом в 1880-1890 роках, так писав про Харгейсу в своєму щоденнику: Це місто знаходиться за п'ятсот ярдів від правого берега нала (річка) Алеядера, на висоті близько 10 метрів щодо її русла. Це місце знаходиться в центрі ділянки довжиною в дві з половиною милі та шириною в чверть милі, де вирощують 'джоварі' (сорго). Велика кількість різноманітної худоби пасеться на пологих пагорбах за півмилі від нала Алеядера по обох її берегах. Харгейса знаходиться на перетині двох важливих караванних шляхів, один з Огадену, інший - з Харари. Також звідси ведуть верблюжі стежки в Берберу і Булхар. У торговий сезон тут можна запастися рисом, тютюном та фініками. Близько чотирьох сотень мешканців зайняті захистом полів Джоварі: вони проводять день, сидячи на підвищенні і відлякуючи від посівів птахів криками та камінням. Русло річки забезпечує поселення водою, тут споруджено велику кількість кам'яних будівель, які підтримує в хорошому стані араб з Адену. У місті багато сліпих та кульгавих, які перебувають під опікою шейха Маттара та його мул.

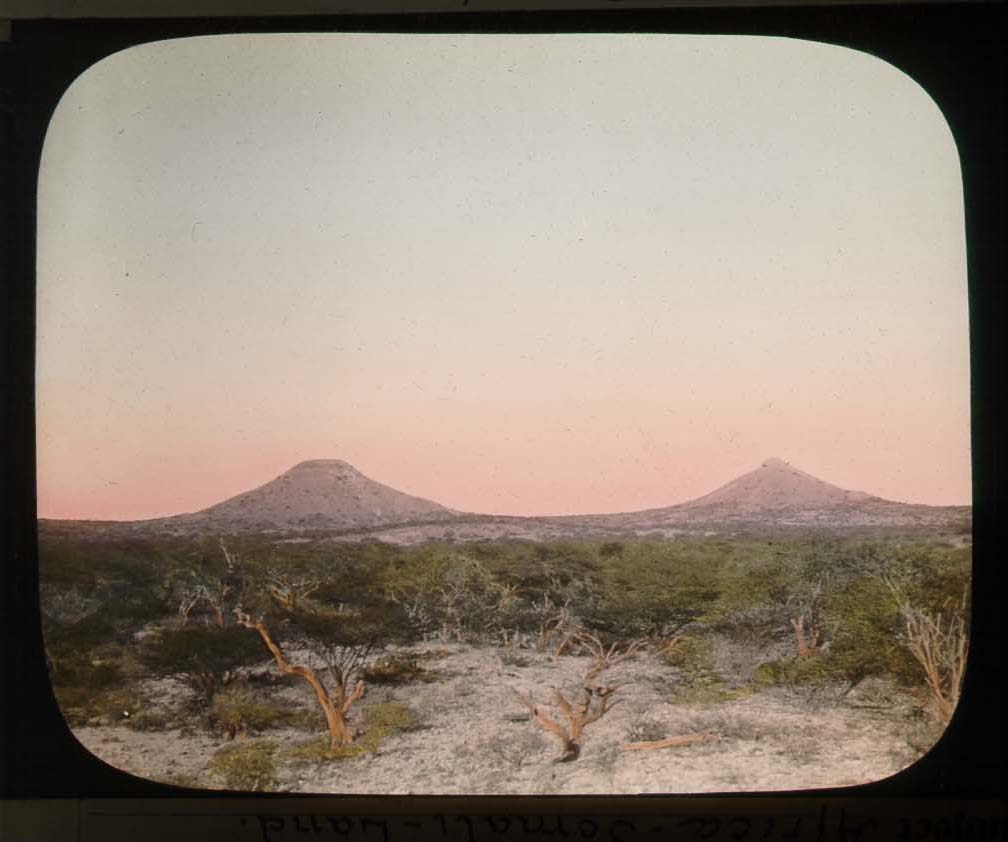
Пагорби Нааса Хаблад, 1896 рік

### Британське Сомалі
У 1888 році, підписавши угоди з сомалійськими султанами і племінними вождями, Британська імперія створила в цьому регіоні протекторат Британське Сомалі зі столицею в Бербері. Британські війська регіону базувалися в Адені на території нинішнього Ємену. Керувалося до 1898 року велося з Британської Індії. Згодом до 1905 року керування велося міністерством закордонних справ королівства, а з 1905 року - міністерством у справах колоній.

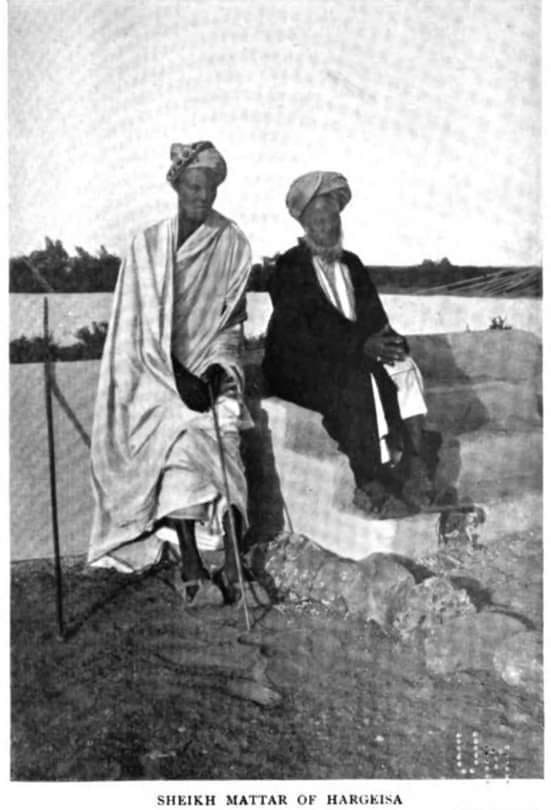
Шейх Мадар (праворуч) з сином, 1912 рік.

1941 року столиця протекторату була переміщена з Бербери до Харгейси. У ході Східноафриканської кампанії в серпні 1940 року Британське Сомалі було окуповано Італією, але пізніше звільнено Британією в березні 1941 року. У 1945 році вадаадів (релігійні авторитети, що мали вплив також і на повсякденне життя) Харгейси. В них бачили перешкоду впровадженню у Сомалі сучасної системи освіти та реформам сільського господарства, й у цілому рівень їхнього впливу на суспільство здавався загрозою колоніальній влади. Їхній арешт 4 червня викликав заворушення, в ході яких натовп місцевих мешканців звільнив заарештованих, яких, однак, знову взяли під варту наступного дня. Після цього релігійні лідери організували похід кількох тисяч місцевих жителів на штаб-квартиру керуючого із наміром знову звільнити заарештованих вадаадів. У відповідь озброєна охорона керівника відкрила вогонь. В результаті загинув один і були ув'язнені десятки учасників повстання.
Протекторат отримав незалежність 26 червня 1960 як Сомаліленд для того, щоб разом з Підопічною територією Сомалі через кілька днів утворити єдину незалежну державу Сомалі.

### Сомалі, 1960 - 1991 роки
У постколоніальному Сомалі Харгейса стала столицею провінції Вокуї-Галбід. Уряд Сомалі виступив організатором численних проєктів, спрямованих на розвиток міста. Серед них можна відзначити Міський музей Харгейси – перший музей, створений у Сомалі з моменту здобуття незалежності. Аеропорт Харгейси був перебудований і переобладнаний, завдяки чому з'явилася можливість приймати літаки більшого розміру і пропонувати більшу кількість рейсів..

#### Громадянська війна 1988 року
У 1988 році північне Сомалі стало ареною бойових дій між Сомалійським національним рухом (СНР) і урядовими військами, що підпорядковуються президентові Сіаду Барре. У травні 1988 року Харгейса перейшла під контроль СНР. У відповідь на це урядові сили здійснили масований артилерійський обстріл та авіаційні бомбардування міста. В результаті запеклих боїв місто було зруйноване більш ніж на 70%. Зіткнувшись із падінням популярності, а також озброєним та організованим внутрішнім опором, Сіад Барре розв'язав терор проти кланів маджиртин, хавія та ісааг. В результаті ще понад 300 тисяч членів клану ісааг з-поміж мешканців міста були змушені втекти до Ефіопії.

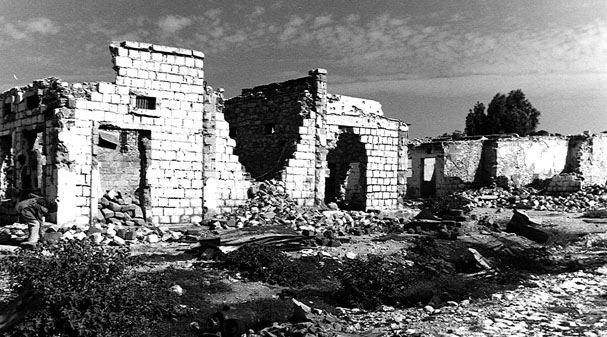
Зруйновані будівлі в Харгейсі, 1991 рік

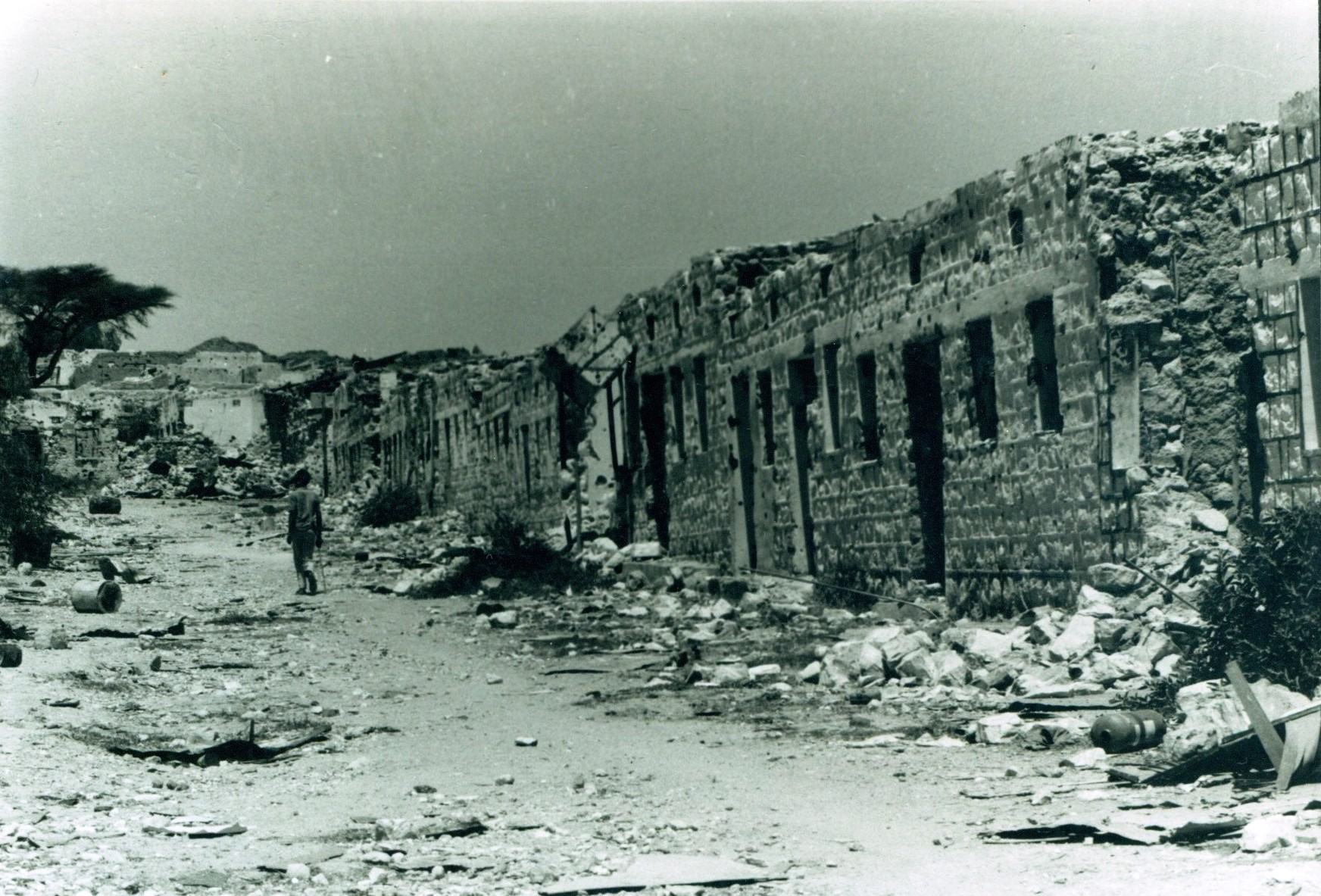
Вулиці Харгейси, зруйнованої бомбардуваннями

### Незалежний Сомаліленд, відновлення
У травні 1991 року, після оголошення в односторонньому порядку незалежності Сомаліленду (не визнаного на той момент і надалі урядом Сомалі та міжнародною спільнотою, але де-факто існуючого як незалежна держава), розпочався процес поступового відновлення Харгейси та інших міст північного Сомалі.
Відновлення та оновлення міста фінансувалося здебільшого місцевими підприємцями, за підтримки мігрантів, що залишили регіон, але підтримували родичів, що залишилися в місті та країні через працюючих в Сомалі операторів грошових переказів. Більшість будівель, зруйнованих під час війни, відновлено або перебудовано, додатково збудовано велику кількість нових будівель. Одноповерхові будівлі у центрі міста поступово поступаються місцем багатоповерховим будинкам.

## Інфраструктура та транспорт
У місті є Міжнародний Аеропорт «Егаліте» (англ. Egal International Airport), побудований в 1958 році, при режимі Британського Сомалі. Модернізований в 1991 році.
Міський транспорт представлений рейсовими автобусами і таксі.
У місті є кілька вищих навчальних закладів, включаючи Гаргейський університет.

## Пам'ятки

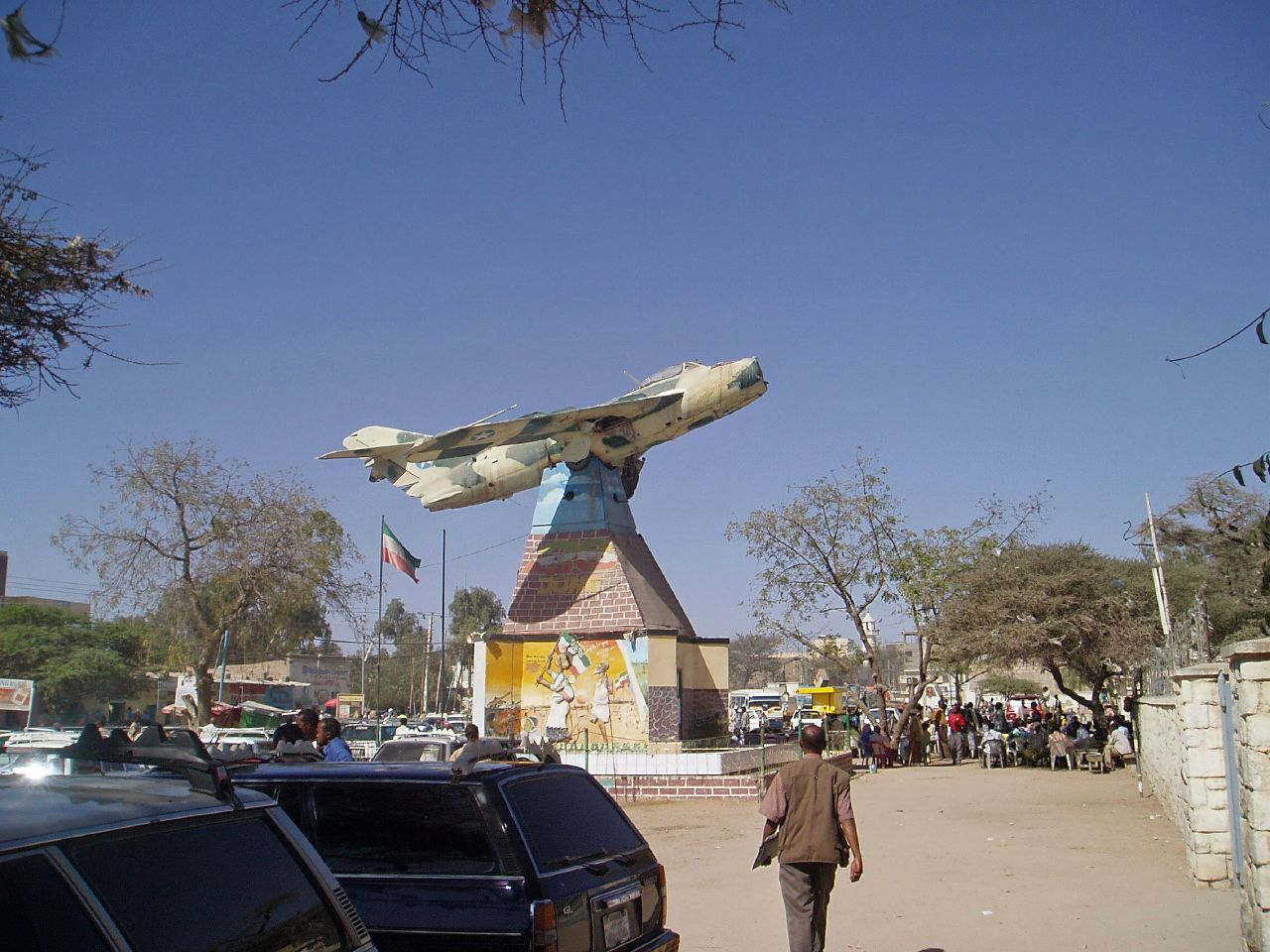
Пам'ятник епохи громадянської війни в Сомалі

У місті є пам'ятник у вигляді винищувача «МіГ». Наприкінці 1980-х років, коли центральний уряд Сомалі втратив контроль над провінцією, місто піддавалося бомбардуванням з повітря.

## Уродженці
- Надіфа Мохамед (* 1981) — британська письменниця сомалійського походження.